# Burg Hugofels
Die wenigen Reste der Burg Hugofels liegen auf einem bewaldeten Höhenrücken über dem Großen und dem Kleinen Alpsee bei Immenstadt im Allgäu (Landkreis Oberallgäu). Die Veste bildete ehemals zusammen mit der benachbarten Burg Rothenfels eine große Doppelburganlage.

## Geschichte
Die Höhenburg auf dem höchsten Punkt des aussichtsreichen Höhenzuges über Immenstadt entstand wohl bereits in der ersten Hälfte des 13. Jahrhunderts. Den Kern bildete ein im deutschen Alpenraum einzigartiger Wohnturm mit vier kleinen Eckrondellen (Tourellen), der wahrscheinlich auf ältere französische bzw. schweizerische (Thun) Vorbilder zurückgeht. Der Turm dürfte ursprünglich nur ein Vorwerk der etwa 170 Meter südwestlich gelegenen Burg Rothenfels gewesen sein. Dieser Ansitz wurde zeitgleich von den Herren von Schellenberg errichtet und um 1332 von den Grafen von Montfort-Tettnang worben.
Um 1440 ließ sich Graf Hugo XIII. von Montfort auf der Doppelburg nieder und veranlasste nach einem Brand ab 1462 großzügige Umbauten und Erweiterungen. Der Keller des Donjons wurde eingewölbt und die Südwand teilweise neu aufgeführt. Hier entstand ein neuer Zugang zum Wohnturm, der beiderseits durch Schießscharten geschützt wurde. Damals scheint die Burg aber bereits nur noch als Vorratshaus genutzt worden zu sein. Man zog offenbar das bequemere Leben auf der etwas tiefer gelegenen Burg Rothenfels vor.
Angeblich wurden beide Burgen 1525 während des Deutschen Bauernkrieges erfolglos von den Aufständischen belagert. Burgenkundlich bedeutsam ist hier die Überlieferung, Graf Wolfgang von Montfort habe sich mit seinen Knechten während der Belagerung für etwa 20 Wochen im Wohnturm verschanzt. Einige Forscher ziehen seit dem Ende des 20. Jahrhunderts die Funktion solcher starker Wohntürme (Donjons) und Bergfriede als Rückzugsorte bei Belagerungen in Zweifel.
1560 hauste nur noch ein Wächter im großen Hauptturm.
Als die Herrschaft Rothenberg 1567 von den Grafen von Königsegg-Aulendorf erworben wurde, begann die Doppelburg zu verfallen. Die neuen Burgherren residierten im Stadtschloss zu Immenstadt. Um 1600 wurden erste Burgteile abgebrochen und schließlich 1626 der Dachstuhl abgebaut.
1875 ging die Burg in den Besitz der Stadt Immenstadt über. 1932 bis 1939 legte man das Kellergewölbe frei und entdeckte die kleine Tankzisterne im Nordosteck des Turmes.
1994 wurde eine Bauuntersuchung des Ruinenreste durchgeführt. Im Zuge des Ausbaues der „Burgenregion Allgäu“ befreite man das Mauerwerk von seinem teilweise dichten Bewuchs, stellte eine moderne Informationstafel im Burgbereich auf und sanierte den Zugangsweg. Seitdem ist auch das Verbotsschild am Burgaufgang verschwunden, das noch 2007 das Betreten der Burgstelle untersagte.
Die Ruine befindet sich in desolatem Zustand. Das erhaltene Kellergewölbe ist nur über einen runden Licht- bzw. Belüftungsschacht im Deckengewölbe zugänglich (gesperrt).

## Beschreibung

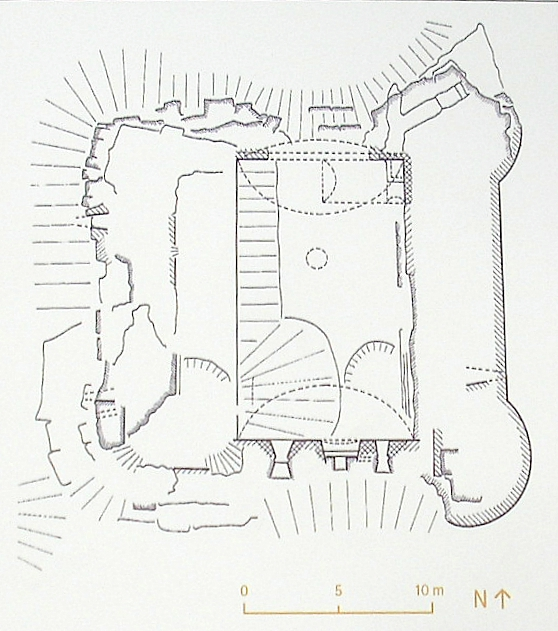
Bauaufnahme auf der Infotafel im Burgbereich

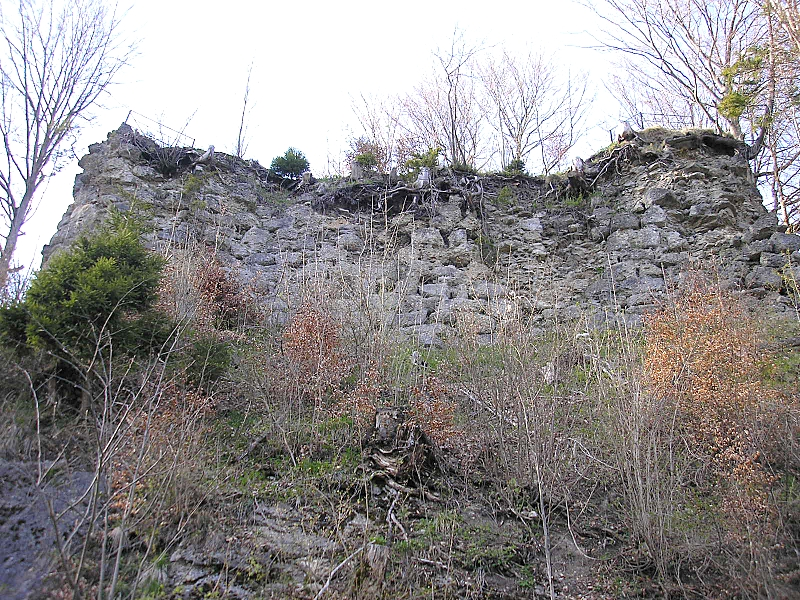
Südansicht der Wohnturmruine

Der annähernd quadratische Wohnturm steht auf der höchsten Kuppe eines schmalen Grates nordöstlich der Burg Rothenfels. Zwischen beiden Burgen liegt die ehemalige Vorburg, die ehemals durch ein Außentor gesichert wurde und noch heute bewohnt wird.
Westlich des Turmes deutet das Gelände auf ein eigenes Vorwerk der Burg Hugofels hin. Im Osten liegen drei Materialgruben auf dem Höhenrücken, die wohl als Steinbrüche zu interpretieren sind.
Der ehemals wahrscheinlich vier- bis fünfgeschossige Wohnturm (ca. 21 × 21 Meter) steckt in einem ungefähr fünf Meter hohen Schuttkegel. Am besten ist die Südwand aus großen Nagelfluhbrocken erhalten. Dieses Konglomeratgestein steht überall im Umkreis in großen Mengen an (Allgäuer Nagelfluh-Schichtkämme). Gut erkennbar sind die beiden Eckrondelle (Durchmesser ca. 7,7 Meter), die heute als Aussichtspunkte dienen.
Im Inneren schützt eine provisorische Dachkonstruktion den Schacht im Tonnengewölbe des etwa fünf Meter hohen Kellers. Der momentan nur mittels eines Seiles zugängliche Raum ist teilweise verschüttet. Im Nordosteck liegt ca. drei Meter tiefer die rechteckige Tankzisterne, aus der von den Obergeschossen durch einen Schöpfschacht Wasser entnommen werden konnte. Der ursprüngliche Zugang zum Kellergewölbe ist noch erkennbar, aber seit Jahrzehnten unzugänglich.
Im Süden ist unterhalb des Burgfelsens eine etwa 1,5 Meter hohe Wallschüttung erkennbar, die von einem v-förmigen Innengraben begleitet wird. Etwa 90 Meter westlich des Hauptburgkegels haben sich Mauerreste einer kurzen Quermauer am Anfang des Höhenrückens erhalten.